# Гоулдер, Майкл
Майкл Ду́глас Го́улдер (англ. Michael Douglas Goulder; 31 мая 1927 — 6 января 2010) — британский библеист.
Окончил Тринити-колледж в Кембридже и Итонский колледж, ординирован англиканским пастором в Гонконге. Занимался исследованием текстов Нового и Ветхого Завета. Воскрешал идеи тюбингенской школы о противостоянии паулинизма и петринизма в раннем христианстве. Провёл большую часть своей научной жизни в Бирмингемском университете, ушёл в отставку, как профессор библеистики в 1994 году.
Майкл Гоулдер известен вкладом в исследование синоптической проблемы, в частности гипотезы Фаррера, которая утверждает приоритет Евангелия от Марка как самого раннего; Гоулдер не принимал во внимание источник Q, предполагая вместо этого, что Лука знал Матфея. Также он участвовал в создании теории о том, что авторский вклад евангелистов весьма велик, и что Матфей и Лука имели только минимальный исходный материал, который положили в основу. В последние годы Гоулдер обширно писал о теории происхождения христианства, которое представлялась ему как противостояние между апостолом Павлом с одной стороны и христианским Иерусалимом Петра и Иакова, брата Иисуса, с другой. Это расценивалось как возрождение гипотезы, предложенной Фердинандом Кристианом Бауром основоположником тюбингенской школы.
В 1981 году отошёл от веры и стал «неагрессивным атеистом». Являлся членом Комитета по научной экспертизе религии (Committee for the Scientific Examination of Religion [CSER]), который является подразделением Совета по светскому гуманизму В 1993 году, незадолго до окончания своей академической карьеры, стал президентом группы Бирмингемских гуманистов.
Был женат; имел 4 детей.